# United Nations Protection Force
United Nations Protection Force (UNPROFOR) var FN's fredsbevarende militære enheder i Kroatien, Bosnien og Hercegovina i tiden omkring borgerkrigen i Jugoslavien. De fungerede i perioden mellem februar 1992 og oktober 1995.
UNPROFOR bestod af næsten 39.000 personer, af hvilke 320 blev dræbt i tjenesten.
Enheden bestod af tropper fra Argentina, Bangladesh, Belgien, Brasilien, Canada, Colombia, Tjekkiet, Danmark, Egypten, Finland, Frankrig, Ghana, Indonesien, Irland, Italien, Jordan, Kenya, Litauen, Malaysia, Nepal, Holland, New Zealand, Nigeria, Norge, Pakistan, Polen, Portugal, Rusland, Slovakiet, Spanien, Sverige, Schweiz, Tunesien, Tyrkiet, Ukraine, England, USA og Venezuela.